# Christiane Baumgartner
Pour les articles homonymes, voir Baumgartner.
 (février 2025).
Si vous disposez d'ouvrages ou d'articles de référence ou si vous connaissez des sites web de qualité traitant du thème abordé ici, merci de compléter l'article en donnant les références utiles à sa vérifiabilité et en les liant à la section « Notes et références ».
 (février 2025).
La mise en forme du texte ne suit pas les recommandations de Wikipédia : il faut le « wikifier ».
Les points d'amélioration suivants sont les cas les plus fréquents. Le détail des points à revoir est peut-être précisé sur la page de discussion.
- Les titres sont pré-formatés par le logiciel. Ils ne sont ni en capitales, ni en gras.
- Le texte ne doit pas être écrit en capitales (les noms de famille non plus), ni en gras, ni en italique, ni en « petit »…
- Le gras n'est utilisé que pour surligner le titre de l'article dans l'introduction, une seule fois.
- L'italique est rarement utilisé : mots en langue étrangère, titres d'œuvres, noms de bateaux, etc.
- Les citations ne sont pas en italique mais en corps de texte normal. Elles sont entourées par des guillemets français : « et ».
- Les listes à puces sont à éviter, des paragraphes rédigés étant largement préférés. Les tableaux sont à réserver à la présentation de données structurées (résultats, etc.).
- Les appels de note de bas de page (petits chiffres en exposant, introduits par l'outil «  Source ») sont à placer entre la fin de phrase et le point final[comme ça].
- Les liens internes (vers d'autres articles de Wikipédia) sont à choisir avec parcimonie. Créez des liens vers des articles approfondissant le sujet. Les termes génériques sans rapport avec le sujet sont à éviter, ainsi que les répétitions de liens vers un même terme.
- Les liens externes sont à placer uniquement dans une section « Liens externes », à la fin de l'article. Ces liens sont à choisir avec parcimonie suivant les règles définies. Si un lien sert de source à l'article, son insertion dans le texte est à faire par les notes de bas de page.
- La présentation des références doit suivre les conventions bibliographiques. Il est recommandé d'utiliser les modèles {{Ouvrage}}, {{Chapitre}}, {{Article}}, {{Lien web}} et/ou {{Bibliographie}}. Le mode d'édition visuel peut mettre en forme automatiquement les références.
- Insérer une infobox (cadre d'informations à droite) n'est pas obligatoire pour parachever la mise en page.

Pour une aide détaillée, merci de consulter Aide:Wikification.
Si vous pensez que ces points ont été résolus, vous pouvez retirer ce bandeau et améliorer la mise en forme d'un autre article.
Christiane Baumgartner (née en 1967 à Leipzig) est une artiste allemande contemporaine qui travaille principalement avec les techniques de la gravure sur bois et de la vidéo.

## Vie et travail
C. Baumgartner vit et travaille dans sa ville natale de Leipzig. Elle a étudié le graphisme et l'art du livre à l'Académie des arts visuels (HGB) de 1988 à 1994. Son médium artistique est principalement l’impression, notamment les gravures sur bois. Pour les réaliser, elle utilise généralement ses propres enregistrements vidéo comme modèles et les transforme ensuite en images fixes, sous la forme d’une gravure sur bois. Inspirées des tirages grand format de l'artiste suisse Franz Gertsch, les œuvres surdimensionnées sont souvent créées par de longues étapes.
Avec son approche, elle rapproche la technologie numérique de l’analogique. Elle dépeint des sujets modernes tels que des scènes de rue, des avions, des éoliennes, des paysages urbains ou des motifs paysagers, jouant avec les états de mouvement et d'arrêt. Les images essentiellement statiques créeraient « l’illusion d’un scintillement à travers la disposition des structures linéaires ».
Dans sa gravure sur bois 1 Sekunde, devenue célèbre, elle a converti une seconde d'une vidéo en 25 images individuelles dans des gravures sur bois. Cette œuvre a également été présentée par le Musée des Beaux-Arts de Leipzig en 2007 dans l'exposition personnelle Momentan+++.
De 2014 à 2016, Christiane Baumgartner a été professeure suppléante d'enseignement artistique dans les ateliers d'impression artistique de l'Académie des arts visuels de Leipzig. À partir de 2008, elle a également donné des conférences dans des écoles d'art aux États-Unis, en Angleterre et au Vietnam.
Elle a reçu le prix de Gravure Mario Avati de l'Académie des Beaux-Arts de Paris en 2014, et le prix Teresa Bulgarini en 2009. En 2012, elle a été la première lauréate de la bourse de résidence au Vietnam de la Fondation culturelle de Saxe et du Goethe-Institut.
Les œuvres de l'artiste sont présentes dans plus de cinquante collections publiques internationales, dont l'Albertina (Vienne), le Das Städel (Francfort-sur-le-Main), la Kadist Art Foundation (Paris), le Kunsthaus Zürich, le Museum der bildenden Künste Leipzig, le Museum of Modern Art (MoMA)  (New York), le Spendhaus (Reutlingen), la Staatliche Kunstsammlungen de Dresde, le Stedelijk Museum (Amsterdam) et le Victoria and Albert Museum (Londres).

## Expositions

### Expositions personnelles (sélection)
- 2006 : Christiane Baumgartner: Die Divergenz von Geschwindigkeit und Stillstand, Kunstverein Ulm
- 2006 : Christiane Baumgartner: Van Leipzig naar Amsterdam, Galerie Johan Deumens, Heemstede, Pays-Bas
- 2007 : Christiane Baumgartner: Momentan+++, Musée des Beaux-Arts de Leipzig
- 2008 : Christiane Baumgartner: Rasender Stillstand,, Spendhaus Reutlingen
- 2011 : Schnitte ins Herz und in die Augen / Cuts into the Heart and Eyes, Musée Franz Gertsch, Berthoud, Suisse
- 2011 : Reel Time, Alan Cristea Gallery, Londres, Angleterre
- 2012 : Christiane Baumgartner. Holzschnitt im digitalen Zeitalter, Goethe-Institut, Hanoi, Vietnam
- 2014 : Totentanz, Alan Cristea Gallery, Londres, Angleterre
- 2014/2015 : White Noise, Museum Kunstpalast, Düsseldorf, Centre de la Gravure et de l'Image imprimée, La Louvière, Belgique, et Musée d'art et d'histoire de Genève, Genève, Suisse[2]
- 2015 : Prix de Gravure Mario Avati – Académie des beaux-arts 2014, Palais de l'Institut de France, Paris, France
- 2017 : The German Woodcut: Christiane Baumgartner, MFA Museum of Fine Arts, Boston, MA, États-Unis
- 2018 : On the way through the collections of Centre for Engravings and Prints of La Louvière, Centre Wallonie-Bruxelles, Paris, France
- 2018 : Another Country, Musée Davis du Wellesley College, Wellesley, MA, États-Unis
- 2018 : Koberling, Baumgartner & Gertsch, Galerie Klaus Gerrit Friese, Berlin
- 2019 : Love. Hate. Debate., ING Art Center, Bruxelles, Belgique
- 2019 : Celebrating Reunion at the Johnson, Museum of Art, Université Cornell, Ithaca, NY, États-Unis
- 2019 : Bientôt déjà hier. Metamorphoses and the flow of time, Centre de la Gravure et de l'Image imprimée, La Louvière, Belgique
- 2019 : Memory of the sublime. Landscapes in contemporary art, Musée Villa dei Cedri, Bellinzone, Suisse
- 2019 : Christiane Baumgartner, Burton Art Gallery and Museum, Bideford, Devon, Angleterre
- 2019 : Then & Now: Five Centuries of Woodcuts, Vanderbilt University Fine Arts Gallery, Nashville, TN, États-Unis
- 2020 : New Prints and Drawings Gallery: To the Skylark, Museum of Fine Arts, Houston, TX, États-Unis
- 2020 : Crossing Borders. Sammeln für die Zukunft, Kupferstichkabinett, Staatliche Kunstsammlungen Dresden
- 2021 : Selections from the Department of Drawings and Prints: New York Inspired, The Metropolitan Museum of Art, New York, États-Unis

- 2004 : EAST International 2004, Norwich Gallery, École d'art et de design de Norwich, Norwich, Angleterre
- 2005 : Affinités électives, Das Städel, Francfort-sur-le-Main
- 2005 : Prix d'art Dorothea von Stetten 2004, Kunstmuseum Bonn
- 2006 : Eye on Europe, Musée d'art moderne (MoMA), New York, États-Unis
- 2006 : Prix Biella de gravure 2006, Museo del Territorio Biellese, Biella, Italie
- 2007 : L'art après 1970, Albertina, Vienne, Autriche
- 2007 : 27e Biennale internationale des arts graphiques de Ljubljana, Biennale des arts graphiques de Ljubljana, Slovénie
- 2007 : Christiane Baumgartner et David Schnell, Musée Mönchehaus de Goslar
- 2008 : De Munch à Beckmann, de Jorn à Gertsch. 100 ans de gravure sur bois, Kunsthalle Emden
- 2008 : De l'eau, s'il vous plaît. Sur la gestion de l'eau, Kunstverein Ulm
- 2009 : CAPTURER LE TEMPS, Fondation Kadist Art, Paris, France
- 2009 : 60 ans – 60 œuvres – Art de la République fédérale d'Allemagne, Martin-Gropius-Bau, Berlin
- 2009 : Carte Blanche VI : VNG – Verbundnetz Gas AG EAST-for the record, Galerie d'art contemporain, Leipzig
- 2009 : Loubok. Livres illustrés originaux, Musée des Beaux-Arts de Leipzig
- 2009 : BEST OF AUSTRIA – Une collection d'art, Musée d'art Lentos, Linz, Autriche
- 2010 : New Art Now, Musées et galeries d'art de Birmingham, Birmingham, Angleterre
- 2010 : Nouvelles œuvres : Estampes, dessins, collages, MFA Museum of Fine Arts, Boston, MA, États-Unis
- 2010 : Washi fabriqué en Allemagne, TAM Tokyo Art Museum, Tokyo, Japon
- 2010 : Borderlines, Cabinet d'arts graphiques Genève, Genève, Suisse
- 2010 : Woodcuts now, Baltimore Museum of Art, Baltimore, MD, États-Unis
- 2011 : Dessins et gravures : sélections de la collection permanente, The Metropolitan Museum of Art, New York City, NY, États-Unis
- 2011 : Grand angle : la photographie et son influence sur l'art contemporain, Vanderbilt University Fine Arts Gallery, Nashville, TN, États-Unis
- 2014 : L'ombre de l'histoire : l'art allemand et la formulation de l'identité nationale, Vanderbilt University Fine Arts Gallery, Nashville, TN, États-Unis
- 2014 : LA PREUVE ! , Galerie municipale, Wolfsburg
- 2015 : Fresh Prints : des années 90 à aujourd'hui, Cleveland Museum of Art, Cleveland, OH, États-Unis